# Irish Luck
Irish Luck (bra O Testa de Ferro) é um filme mudo estadunidense de 1925, do gênero comédia dramática, dirigido por Victor Heerman para a Paramount Pictures, com roteiro de Tom J. Geraghty baseado no romance The Imperfect Imposter, de Norman Venner.

## Sinopse
Durante viagem de férias à Irlanda, terra de seus antepassados, policial nova-iorquino descobre ser sósia de um nobre local e acaba se envolvendo numa diabólica trama familiar para tomar sua herança.

## Elenco
- Thomas Meighan - Tom Donahue/Lord Fitzhugh
- Lois Wilson - Lady Gwendolyn
- Cecil Humphreys - Douglas
- Claude King
- Ernest Lawford - Earl
- Charles Hammond - Doutor
- Louise Grafton
- S. B. Carrickson
- Charles Mcdonald - Denis MacSwiney
- Mary Foy - Kate MacSwiney

## Produção
As filmagens ocorreram na Irlanda e em Astoria Studios, da Paramount, em Long Island, Nova Iorque.

## Estado de conservação
Cópia existe no arquivo de filmes na George Eastman House.